# Квадратный пронатор
Квадратный пронатор (лат. Musculus pronator quadratus) — мышца передней группы предплечья.
Мышца представляет собой тонкую четырёхугольную пластинку мышечных пучков, поперечно расположенных непосредственно на межкостной перегородке предплечья, под сухожилиями сгибателей пальцев и запястья. Начинается от дистальной части передней поверхности тела локтевой кости. Прикрепляется на том же уровне передней поверхности тела лучевой кости.

## Функция
Является главным пронатором предплечья.